# Urubamba ecuadorica
Urubamba ecuadorica är en insektsart som beskrevs av Morgan Hebard 1924. Urubamba ecuadorica ingår i släktet Urubamba och familjen gräshoppor. Inga underarter finns listade i Catalogue of Life.